# 12585 Katschwarz
12585 Katschwarz eller 1999 RN64 är en asteroid i huvudbältet som upptäcktes den 7 september 1999 av LINEAR i Socorro County, New Mexico. Den är uppkallad efter Kathleen Alice Schwarz.
Den tillhör asteroidgruppen Astraea.